# 최상철
최상철(崔相哲, 1940년 9월 26일 ~ 2025년 3월 5일)은 대한민국의 정치인이다.

## 생애
1940년 9월 26일 경상북도 대구시에서 태어났다. 경북대학교 사범대학 일반사회교육과를 졸업하였다. 서울대학교 행정대학원에서 석사학위를 받고, 미국에 유학하여 피츠버그대학교 대학원에서 도시계획학을 전공하여 석사, 박사 학위를 취득하였다.
연구 분야는 도시계획학 중에서도 도시행정, 주택, 부동산이다. 1968년 이래 국내에 처음으로 ‘도시계획학’이라는 학문을 도입하고 연구하는 일을 선도하였다.
1971년 서울대학교 행정대학원 교수로 임용되었고 1974년 서울대학교 환경대학원 설립에 참여하여 환경대학원으로 자리를 옮겨 2006년까지 근무하였다.
1992~1994년 서울시정개발연구원(현 서울연구원) 원장, 1997~2002년 국무총리 지방자치발전위원회 위원, 1998~2002년 경기도 규제대책위원회 위원장을 맡는 등 정부 정책을 뒷받침하는 활동도 하였다.
2004년 수도이전반대국민연합 공동대표로 활동하면서 서울의 수도 이전에 반대하고 그 반대급부로 지방분권을 주장하였다. #
2008년 이명박 정부에서 대통령 자문 국가균형발전위원회 위원장(현 지방시대위원회 위원장)에 내정되었고 지역발전위원회로 개칭되며 2010년까지 위원장으로 재임하였다.
1984~1987년 한국지역학회 회장, 2001~2002년 한국지방자치학회 회장을 지내기도 했다.
2025년 3월 5일 사망했다.

## 학력
- 경북대학교사범대학부설고등학교 (졸업)
- 경북대학교 사범대학 (일반사회교육 / 학사)
- 서울대학교 행정대학원 (행정학 / 석사)
- 피츠버그대학교 대학원 (도시계획학 / 석사)
- 피츠버그대학교 대학원 (도시계획학 / 박사)

## 경력
- 서울대학교 행정대학원 교수
- 서울대학교 행정대학원장
- 초대 지역발전위원회 위원장
- 제6대 한국지방자치학회 회장
- 경기도 규제대책위원회 위원장
- 초대 서울시정개발연구원 원장
- 제2대 한국지역학회 회장